# نیرنگ (نوشهر)
نیرنگ، روستایی است از توابع بخش مرکزی شهرستان نوشهر در استان مازندران ایران.

## جمعیت
این روستا در دهستان خیرودکنار قرار دارد و براساس سرشماری مرکز آمار ایران در سال ۱۳۸۵، جمعیت آن ۱۹۱۲ نفر (۵۱۱خانوار) بوده‌است. مردم نیرنگ از قومیت طبری هستند. مردم نیرنگ به زبان طبری و گویش کجوری سخن می‌گویند.